# Vern Pettigrew
John Vernon „Vern” Pettigrew (ur. 30 marca 1908 w Varney lub w Durham, zm. 29 października 2003 w Reginie) – kanadyjski zapaśnik, kamieniarz i strażak.

## Lata młodości
Pettigrew urodził się jako jeden z dwanaściorga dzieci piekarzy. W 1910 wraz z rodziną przeprowadził się do Biggar, a w 1919 do Reginy.

## Kariera
W 1936 wystartował na igrzyskach olimpijskich, na których zajął 4. miejsce w wadze piórkowej w stylu wolnym po kontrowersyjnej dyskwalifikacji za niedozwolone przytrzymanie w walce ze Szwedem Göstą Jönssonem-Frändforsem.
Dziesięciokrotny mistrz prowincji Saskatchewan i pięciokrotny (1933, 1935, 1937, 1939, 1940) mistrz kraju w wadze piórkowej.
Członek klubu Regina YMCA Wrestling Club. Jego trenerem był Dan Matheson

## Losy po zakończeniu kariery
Po zakończeniu kariery w 1940 pracował jako sędzia, trener i działacz zapaśniczy. W latach 1939–1973 był również strażakiem, a następnie dorabiał w zakładzie pogrzebowym jako kamieniarz. W 1973 został wpisany do Canadian Amateur Athletic Hall of Fame, a w 1975 do Saskatchewan Sports Hall of Fame i Canadian Amateur Wrestling Hall of Fame. Zmarł 29 października 2003 w Reginie. Został pochowany na Lumsden Cemetery w Lumsden.

## Życie prywatne
Z żoną Jean miał córkę i dwóch synów.